# Mary Dyer

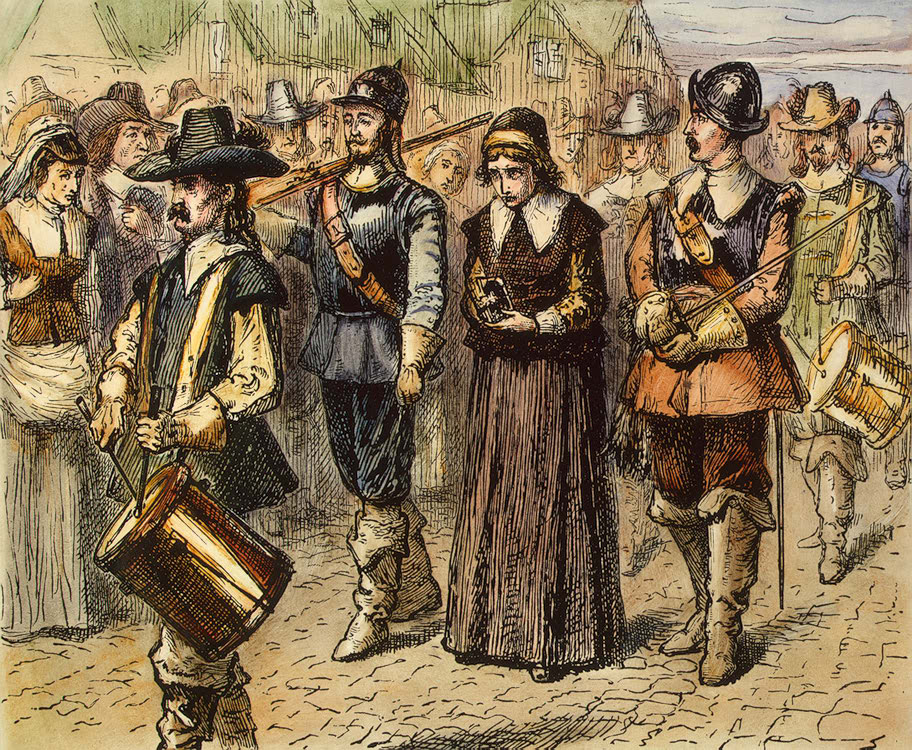
Mary Dyer wordt naar de galg gebracht

Mary Barrett Dyer (Londen, 1611? - Boston, 1 juni, 1660) was een Engelse quaker, die werd opgehangen in Boston omdat ze regelmatig een wet overtrad die oponthoud van quakers in de stad verbood. Ze wordt beschouwd als de laatste martelaar in Noord-Amerika.
In 1637 trof Dyer Anne Hutchinson, die onderwees dat God direct tot eenieder sprak en niet alleen tot de geestelijkheid. Dyer werd een aanhanger van Hutchinson en een beweging die zich de "Antinomianistische ketterij" noemde. De groep organiseerde Bijbellezingen, waarbij een oppositie tegen de religieuze wetten van de Massachusetts Bay Colony ontwikkeld werd.
In 1638 werden Dyer en haar man William samen met Anne Hutchinson uit de kolonie verbannen. Op grond van een aanbeveling van Roger Williams vestigde de groep zich in Portsmouth in de kolonie Rhode Island. Daar ondertekende William samen met achttien andere mannen een manifest met de naam "Portsmouth Compact".
In 1652 keerde het echtpaar Dyer samen met Roger Williams en John Clarke terug naar Engeland. Daar hoorde Mary preken van de stichter van de quakers, George Fox. Gegrepen door de boodschap van de quakers en de overeenkomsten met de beweging rondom Anne Hutchinson, werd ze uiteindelijk een quaker-prediker.
In 1657 keerde het echtpaar terug naar Rhode Island en een jaar later reisde Dyer opnieuw naar Boston, waar een wet de quakers uit Boston verbande. Ze werd gevangengenomen en buiten Boston gebracht. Haar man, die geen quaker was, werd niet opgepakt.
Daaropvolgend reisde Dyer naar de kolonie New England, om daar de woorden van de quaker te prediken. In 1658 werd ze in New Haven in Connecticut gearresteerd. Na haar vrijlating keerde ze terug naar Massachusetts om daar twee quakers te bezoeken, die daar gevangen zaten. Ze werd gearresteerd en voor de rest van haar leven uit de kolonie verbannen. Tijdens een derde bezoek, samen met een groep van quakers, waarbij ze tegen de wet protesteerde, werd ze opnieuw opgepakt en ter dood veroordeeld. Twee quakers werden opgehangen, maar haar dood werd afgewend door een pardon, dat verleend werd door de gouverneur van de kolonie, John Winthrop, op grond van een verzoek van haar man. Dit was tegen haar wil, ze had geweigerd de leer van de quakers af te zweren.
Dyer werd gedwongen naar Rhode Island terug te keren. Van daaruit reisde ze naar Long Island, om daar de leer van de quakers te verbreiden. In 1660 voelde ze zich gedwongen wederom terug te keren naar Massachusetts om de wet op het verbod op oponthoud van quakers in de stad te bestrijden. Oppositie van haar familie om de leer af te zweren leidde tot niets en ze werd opnieuw ter dood veroordeeld op 31 mei 1660. De volgende dag werd ze opgehangen.
Haar laatste woorden waren: Nay, I came to keep bloodguiltiness from you, desiring you to repeal the unrighteous and unjust law made against the innocent servants of the Lord. Nay, man, I am not now to repent.  (Nederlands: "Hoor toe, ik kwam om de bloedschuld van jullie weg te houden, wensend dat jullie een onrechtmatige en onjuiste wet tegen onschuldige dienaars van God terugtrekken. Hoor, mensen, ik zal dat ook nu niet afzweren.)
Haar dood leidde tot het verbieden van verdere executies van quakers en de eerste wet op de vrijheid van godsdienst.
Voor het Kapitool van Massachusetts in Boston staat een standbeeld van haar, vlak bij de plaats waar ze werd opgehangen.